# Seed (película)
Seed es una película canadiense del 2007 dirigida por Uwe Boll, quien también escribió el guion. La película es protagonizada por Will Sanderson. 

## Argumento
Max Seed, quien quedó desfigurado de niño en un accidente de autobús en el que todos los demás murieron, de mayor se convierte en un asesino en serie que ha matado a 666 personas en 6 años. Es el más grande asesino en serie en la historia y también es conocido como el asesino de Sufferto. En el momento de su arresto mató a cinco policías. Por sus crímenes es condenado a la silla eléctrica y es trasladado a una prisión ubicada en una isla, en espera de su ejecución. 
Durante su estancia allí, mata a tres guardias que intentaron violarlo y por ello todos quieren matarlo. Cuando es pasado por la silla eléctrica sin embargo, él sobrevive a las primeras dos descargas eléctricas que le hicieron correr por su cuerpo durante 45 segundos, tras los cuales queda con la cabeza totalmente ensangrentada por la cantidad de electricidad aplicada. Como temen que vuelva a quedar en libertad si le dan otra descarga eléctrica y sobrevive porque la ley dictamina que sólo se le pueden administrar tres descargas, todos los oficiales responsables de la ejecución y el agente de policía encargado de su caso, Bishop, hacen creer luego a todos que ha muerto para después enterrarlo vivo en una tumba anónima. Falsifican para ello el acta de defunción correspondiente y lo entierran en el cementerio de la prisión.
Sin embargo él logra escapar de su ataúd y de su tumba y ejecuta una horrible venganza. Después de matar a los oficiales de prisión que tuvieron que ver con su ejecución, huye del lugar y empieza a asesinar por el país hasta que finalmente asesina a Bishop -quien encontró horrorizado el nicho abierto- y a su familia por lo que hizo.

## Reparto
- Will Sanderson - Max Seed
- Michael Paré - Detective Matt Bishop
- Ralf Moeller - Alcaide Arnold Calgrove
- Jodelle Ferland - Emily Bishop
- Thea Gill - Sandra Bishop
- Andrew Jackson - Dr. Parker Wickson
- Brad Turner - Larry Thompson
- Phillip Mitchell - Simpson

## Producción
La producción ocurrió entre el 17 de julio del 2006 y el 11 de agosto del 2006 en Vancouver, British Columbia, Canadá.